# Système endocrinien

1 et 2 - Épiphyse, hypophyse et hypothalamus

3 - Thyroïde

4 - Thymus

5 - Surrénales

6 - Pancréas endocrine

7 - Ovaires
Le système endocrinien est composé par l'ensemble des organes qui ont la capacité de relâcher des hormones dans le sang. Les cellules endocriniennes peuvent se situer dans un organe spécialisé dans la sécrétion d'hormones ; une glande endocrine, ou bien au sein d'un organe en amas de cellules endocrines ou en cellules isolées (système endocrinien diffus).
Le mot endocrine provient du grec ἔνδον / éndon, « à l'intérieur », et κρίνω / krínô, « sécréter ».

## Généralités
Le système endocrinien comprend les organes et les glandes qui élaborent des hormones. Ces dernières sont des substances chimiques de signalisation qui sont véhiculées et distribuées par la circulation sanguine dans le corps. Les hormones ont une fonction de contrôle des processus biologiques vitaux comme la croissance et le développement, le métabolisme et le cycle veille-sommeil.

## Hormones de l'hypophyse et de l'hypothalamus
On parle de complexe hypothalamo-hypophysaire.

L'hypothalamus, qui contient des neurones sécréteurs, synthétise l'ocytocine et l'hormone anti-diurétique (ADH). Ces neurohormones sont transportées le long des axones jusqu'à la neurohypophyse où elles sont emmagasinées. Elles seront déversées dans les capillaires sanguins le moment venu.
L'hypothalamus possède également certains neurones dotés d'axones très courts qui déversent des facteurs d'inhibition et de libération dans les capillaires du système porte hypothalamo-hypophysaire qui rejoint l'adénohypophyse.
Ces facteurs, les libérines, sont :
- l'hormone de libération de l'hormone de croissance (GH-RH) ;
- la corticolibérine (CRH) ;
- la gonadolibérine (Gn-RH) ;
- l'hormone thyréotrope (TRH) ;
- l'hormone d'inhibition de la prolactine (PIH), aussi nommée dopamine ;
- la somatostatine (GH-IH), inhibant la libération de l'hormone de croissance (GH) et de l'hormone thyréotrope (TRH).

Ces libérines ont un effet positif ou négatif sur les stimulines sécrétées par l'hypophyse :
- l'hormone de croissance (GH) ;
- la corticotropine (ACTH) ;
- les hormones génitales : l'hormone folliculo-stimulante (FSH) et l'hormone lutéinisante (LH) ;
- la thyréotrophine (TSH) ;
- la prolactine (PRL).

## Risques liés aux perturbateurs du système endocrinien
Les substances endocriniennes sont des substances pouvant agir de 3 manières différentes :
- Elles modifient les mécanismes de production des hormones naturelles dans l’organisme ;
- Elles se substituent aux hormones en mimant leur action dans les mécanismes biologiques ;
- Elles empêchent l'action des hormones[3].